# Mikael Jalving
Mikael Jalving, född den 1 oktober 1968, är en dansk journalist och debattör. 
Mikael Jalving har disputerat i historia i Florens och varit kommunikatör på det danska kulturdepartementet. Han har tidigare varit anställd på Berlingske Tidende, där han dessutom var krönikör. Sedan 2009 arbetar han bland annat för Jyllandsposten. 
Han har skrivit boken Absolut Sverige, en rejse i tavshedens rige, utgiven på svenska under titeln Absolut Sverige – Ett land i förändring, som är ett svar på Lena Sundströms Danmark-kritiska bok Världens lyckligaste folk. Den danska undertiteln kan rakt översättas med en resa i tystnadens rike och Jalving menar att inom svensk politik löses problem genom tystnad.
Han var även programledare för radioprogrammet Danmarks röst, som sändes sommaren 2014. Programmet var uttryckligen inspirerat av Voice of America som under Kalla kriget sände radio som nådde förbi Järnridån. Danmarks röst var ett "dagligt debattprogram till svenskarna, om allt som de inte kan, vill eller får tala om i svenska medier".